# Liste der Kulturdenkmale in Haseldorf
In der Liste der Kulturdenkmale in Haseldorf sind alle Kulturdenkmale der schleswig-holsteinischen Gemeinde Haseldorf (Kreis Pinneberg) und ihrer Ortsteile aufgelistet (Stand: 14. April 2025).

## Legende
In den Spalten befinden sich folgende Informationen:
- Objekt-ID: die Nummer des Kulturdenkmales
- Lage: die Adresse des Kulturdenkmales und die geographischen Koordinaten. Kartenansicht, um Koordinaten zu setzen. In der Kartenansicht sind Kulturdenkmale ohne Koordinaten mit einem roten Marker dargestellt und können in der Karte gesetzt werden. Kulturdenkmale ohne Bild sind mit einem blauen Marker gekennzeichnet, Kulturdenkmale mit Bild mit einem grünen Marker.
- Offizielle Bezeichnung: Bezeichnung des Kulturdenkmales
- Beschreibung: die Beschreibung des Kulturdenkmales
- Bild: ein Bild des Kulturdenkmales

## Sachgesamtheiten
| Objekt-ID      | Lage                                    | Offizielle Bezeichnung | Beschreibung | Bild                             |
| -------------- | --------------------------------------- | ---------------------- | --- | -------------------------------- |
| 40790 Wikidata | Marktplatz (53° 38′ 1″ N, 9° 35′ 48″ O) | Kirche St. Gabriel     | Aktualisierung vorgesehen - Begründung: geschichtlich, künstlerisch, städtebaulich, Kulturlandschaft prägend - Schutzumfang: Kirche St. Gabriel mit Ausstattung, Glockenhaus, Kirchhof, Grabmale bis 1870, Lindenallee | weitere Fotos \| Fotos hochladen |

## Bauliche Anlagen
| Objekt-ID      | Lage                                         | Offizielle Bezeichnung                 | Beschreibung | Bild                             |
| -------------- | -------------------------------------------- | -------------------------------------- | --- | -------------------------------- |
| 8133 Wikidata  | Achtern Dörp 3 (53° 38′ 25″ N, 9° 34′ 30″ O) | Kate H. Lüchau (Dorfgemeinschaftshaus) | Kate „H. Lüchau“ („Bandreißerkate“ Dorfgemeinschaftshaus und Museum) Alteintragung (Aktualisierung vorgesehen) - Begründung: Alteintragung (Aktualisierung vorgesehen) - Schutzumfang: Alteintragung (Aktualisierung vorgesehen) - Denkmaltyp: Bauliche Anlage | Fotos hochladen                  |
| 25580 Wikidata | Hauptstraße 39 (53° 38′ 11″ N, 9° 35′ 34″ O) | Fachhallenhaus (Deichhof)              | Fachhallenhaus; 1824; Zweiständerbau des Klassizismus mit massiven Backsteinaußenwänden, reetgedecktes Halbwalmdach - Begründung: geschichtlich, Kulturlandschaft prägend - Schutzumfang: Fachhallenhaus (Deichhof), Hausbäume - Denkmaltyp: Bauliche Anlage | Fotos hochladen                  |
| 25554 Wikidata | Hauptstraße 41 (53° 38′ 14″ N, 9° 35′ 31″ O) | Fachhallenhaus                         | Fachhallenhaus; um 1745; reetgedecktes Zweiständerfachhallenhaus unter hohem Satteldach mit Halbwalm an Wohngiebel und teilverschaltem Giebelfeld am ansonsten in Fachwerk ausgeführten Wirtschaftsgiebel - Begründung: geschichtlich, Kulturlandschaft prägend - Schutzumfang: Fachhallenhaus, - Denkmaltyp: Bauliche Anlage | BW                               |
| 1050 Wikidata  | Marktplatz 1 (53° 38′ 2″ N, 9° 35′ 46″ O)    | Rendantenhaus                          | Alteintragung (Aktualisierung vorgesehen) - Begründung: Alteintragung (Aktualisierung vorgesehen) - Schutzumfang: Alteintragung (Aktualisierung vorgesehen) - Denkmaltyp: Bauliche Anlage | BW                               |
| 3076           | Marktplatz (53° 38′ 1″ N, 9° 35′ 48″ O)      | Kirche St. Gabriel mit Ausstattung     | Die Kirche wurde zwischen 1200 und 1250 gebaut und gilt als bedeutendster spätromanischer Backsteinbau in den Elbmarschen. Alteintragung (Aktualisierung vorgesehen) - Begründung: geschichtlich, künstlerisch, städtebaulich - Schutzumfang: Kirche St. Gabriel mit Ausstattung, Glockenhaus - Denkmaltyp: Bauliche Anlage, Sachgesamtheit: Kirche St. Gabriel | weitere Fotos \| Fotos hochladen |
| 1038 Wikidata  | Schloßweg (53° 37′ 58″ N, 9° 35′ 52″ O)      | Herrenhaus                             | Das Herrenhaus wurde im Jahre 1804 erbaut, der Bauherr war Hans Heinrich von Friccius-Schilden. Entworfen wurde das Gebäude von Christian Frederik Hansen. Das Haus hat 15 Achsen und ein Geschoss und ein flaches Walmdach. Das Vestibül ist mit vier Säulen geteilt. Das Rittergeschlecht von Haseldorf wird das erste Mal im Jahre 1187 erwähnt. Die damalige Burg wurde in der Mitte des 13. Jahrhunderts zerstört. Seit 1494 befindet sich das Gut im Besitz der Familie von Ahlefeldt, ab 1731 im Besitz der Familie von Schilden. Alteintragung (Aktualisierung vorgesehen) - Begründung: Alteintragung (Aktualisierung vorgesehen) - Schutzumfang: Alteintragung (Aktualisierung vorgesehen) - Denkmaltyp: Bauliche Anlage | weitere Fotos \| Fotos hochladen |
| 1039 Wikidata  | Schloßweg (53° 37′ 59″ N, 9° 35′ 50″ O)      | Kavalierhaus                           | Bauzeit: Ende des 18. Jh. Alteintragung (Aktualisierung vorgesehen) - Begründung: Alteintragung (Aktualisierung vorgesehen) - Schutzumfang: Alteintragung (Aktualisierung vorgesehen) - Denkmaltyp: Bauliche Anlage | Fotos hochladen                  |
| 1040 Wikidata  | Schloßweg (53° 37′ 58″ N, 9° 35′ 56″ O)      | Archivbau                              | Alteintragung (Aktualisierung vorgesehen) - Begründung: Alteintragung (Aktualisierung vorgesehen) - Schutzumfang: Alteintragung (Aktualisierung vorgesehen) - Denkmaltyp: Bauliche Anlage | BW                               |
| 1041 Wikidata  | Schloßweg (53° 38′ 0″ N, 9° 35′ 51″ O)       | Dienerhaus                             | Alteintragung (Aktualisierung vorgesehen) - Begründung: Alteintragung (Aktualisierung vorgesehen) - Schutzumfang: Alteintragung (Aktualisierung vorgesehen) - Denkmaltyp: Bauliche Anlage | BW                               |
| 1045 Wikidata  | Schloßweg (53° 37′ 57″ N, 9° 35′ 59″ O)      | Mausoleum                              | Das Mausoleum wurde im Jahre 1873 für den Kammerherrn von Oppen-Schilden errichtet. Es ist ein kreuzförmiger Bau mit einer Kuppel. Alteintragung (Aktualisierung vorgesehen) - Begründung: Alteintragung (Aktualisierung vorgesehen) - Schutzumfang: Alteintragung (Aktualisierung vorgesehen) - Denkmaltyp: Bauliche Anlage | BW                               |
| 12500 Wikidata | Schloßweg (53° 37′ 58″ N, 9° 35′ 55″ O)      | Marstall                               | Alteintragung (Aktualisierung vorgesehen) - Begründung: Alteintragung (Aktualisierung vorgesehen) - Schutzumfang: Alteintragung (Aktualisierung vorgesehen) - Denkmaltyp: Bauliche Anlage | Fotos hochladen                  |
| 22843 Wikidata | Schloßweg (53° 37′ 58″ N, 9° 35′ 51″ O)      | Portraitsammlung                       | In der Portraitsammlung befinden sich Werke von Balthasar Denner und Jens Juel. Weiter befindet sich ein Gemälde von Herzog Adolf von Schleswig-Holstein aus dem Jahre 1586 in der Sammlung. Alteintragung (Aktualisierung vorgesehen) - Begründung: Alteintragung (Aktualisierung vorgesehen) - Schutzumfang: Alteintragung (Aktualisierung vorgesehen) - Denkmaltyp: Bauliche Anlage | BW                               |
| 22844 Wikidata | Schloßweg (53° 37′ 57″ N, 9° 35′ 52″ O)      | Kostümsammlung                         | Die Kostümsammlung stammt aus dem 18. Jahrhundert. Alteintragung (Aktualisierung vorgesehen) - Begründung: Alteintragung (Aktualisierung vorgesehen) - Schutzumfang: Alteintragung (Aktualisierung vorgesehen) - Denkmaltyp: Bauliche Anlage | BW                               |

## Gründenkmale
| Objekt-ID      | Lage                                    | Offizielle Bezeichnung      | Beschreibung | Bild            |
| -------------- | --------------------------------------- | --------------------------- | --- | --------------- |
| 10894 Wikidata | Marktplatz (53° 38′ 1″ N, 9° 35′ 47″ O) | Kirchhof                    | Alteintragung (Aktualisierung vorgesehen) - Begründung: geschichtlich, Kulturlandschaft prägend - Schutzumfang: Kirchhof, Grabmale bis 1870, Lindenallee - Denkmaltyp: Gründenkmal, Sachgesamtheit: Kirche St. Gabriel | BW              |
| 1043 Wikidata  | Schloßweg (53° 38′ 2″ N, 9° 35′ 56″ O)  | Zufahrtsallee               | Alteintragung (Aktualisierung vorgesehen) - Begründung: geschichtlich, Kulturlandschaft prägend - Schutzumfang: gesamtes Objekt - Denkmaltyp: Gründenkmal                                                              | BW              |
| 8054 Wikidata  | Schloßweg (53° 37′ 56″ N, 9° 35′ 54″ O) | Arboretum / Landschaftspark | Alteintragung (Aktualisierung vorgesehen) - Begründung: geschichtlich, künstlerisch, Kulturlandschaft prägend - Schutzumfang: gesamtes Objekt - Denkmaltyp: Gründenkmal                                                | Fotos hochladen |

## Ehemalige Kulturdenkmale
Bis zum Inkrafttreten der Neufassung des schleswig-holsteinischen Denkmalschutzgesetzes am 30. Januar 2015 waren in der Gemeinde Haseldorf nachfolgend aufgeführte Objekte als Kulturdenkmale gemäß §1 des alten Denkmalschutzgesetzes (DSchG SH 1996) geschützt:
| Objekt-ID | Lage                                          | Offizielle Bezeichnung       | Beschreibung | Bild                             |
| --------- | --------------------------------------------- | ---------------------------- | ------------ | -------------------------------- |
|           | Achtern Dörp 10 (53° 38′ 24″ N, 9° 34′ 23″ O) | Wohn- und Wirtschaftsgebäude |              | Fotos hochladen                  |
|           | Am Park 5 (53° 37′ 58″ N, 9° 36′ 8″ O)        | Wohnhaus                     |              | Fotos hochladen                  |
|           | Deichreihe 3 (53° 38′ 18″ N, 9° 35′ 21″ O)    | Wohnhaus                     |              | Fotos hochladen                  |
|           | Deichreihe 5 (53° 38′ 18″ N, 9° 35′ 19″ O)    | ehem. Windmühle              |              | weitere Fotos \| Fotos hochladen |
|           | Deichreihe 46 (53° 38′ 26″ N, 9° 34′ 55″ O)   | Schule                       |              | Fotos hochladen                  |
|           | Hauptstraße 19 (53° 38′ 4″ N, 9° 35′ 48″ O)   | Wohnhaus                     |              | BW                               |
|           | Kamperrege 32 (53° 38′ 20″ N, 9° 36′ 17″ O)   | Wohn- und Wirtschaftsgebäude |              | Fotos hochladen                  |
|           | Kamperrege 86 (53° 38′ 56″ N, 9° 36′ 42″ O)   | Scheune                      |              | BW                               |
|           | Kamperrege 92 (53° 39′ 1″ N, 9° 36′ 45″ O)    | Wohn- und Wirtschaftsgebäude |              | Fotos hochladen                  |
|           | Marktplatz ()                                 | Inspektorat und Scheune      |              | Fotos hochladen                  |
|           | Hauptstraße 3 (53° 37′ 59″ N, 9° 36′ 28″ O)   | Ehemaliger Marstall          |              | BW                               |
|           | Hauptstraße 26 (53° 38′ 8″ N, 9° 35′ 55″ O)   | Wirtschaftshof               |              | BW                               |
|           | Hauptstraße 26 (53° 38′ 8″ N, 9° 35′ 54″ O)   | Ehemaliges Inspektorenhaus   |              | BW                               |

## Quelle
- Liste der Kulturdenkmale in Schleswig-Holstein – Kreis Pinneberg (PDF)